# Aeroklub Włocławski
Aeroklub Włocławski – powstały w 1959 oddział regionalny Aeroklubu Polskiego. Mieści się na lotnisku Włocławek-Kruszyn pod Kruszynem koło Włocławka.

## Historia
Początek lotnictwa we Włocławku sięga lat 1935-39, kiedy zostały zbudowane trzy szybowce na planie Orlika. Uczniowie Gimnazjum Ziemi Kujawskiej byli umotywowani osiągnięciami Stanisława Skarżyńskiego, który ukończył również tą szkołę.
Po II wojnie światowej działacze oraz piloci przystąpili do organizacji budowy lotniska w rejonie miasta. W 1947 zorganizowano Ligę Lotniczą przy pomocy Aeroklubu Pomorskiego, a aeroklub ten wysłał do Włocławka dwa samoloty typu Po-2 z pilotami. Samoloty wylądowały na lądowisku "Kapitułka" przy ulicy Jasnej.
W związku z dziesięcioletnim okresem rozwoju zainteresowania lotnictwem w mieście i regionie, w 1957 na nadzwyczajnym posiedzeniu wyłoniono Zarząd Oddziału Aeroklubu. Tego samego roku na zebraniu aktywu miasta i powiatu powołano Społeczny Komitet Budowy Hangaru i Lotniska na 82 hektarach przekazanych przez Prezydium Powiatowej Rady Narodowej w miejscowości Krzywa Góra k/Włocławka. W 1959 Zarząd Główny Aeroklubu PRL wyraził zgodę na ustanowienie Aeroklubu Włocławskiego. Z powodu rozpoczęcia budowy Zakładów Azotowych Włocławek, na terenach Krzywej Góry, wybrano nowy teren pod budowę lotniska pod Kruszynem. Budowę rozpoczęto w 1961, a otwarcia dokonano w 1965. Lotnisko zajmowało 78 hektarów terenu, na których wybudowano budynek portowy, hangar, benzynownię i garaże oraz drogi dojazdowe.
Już w 1965 Aeroklub Włocławski zorganizował III Samolotowe Mistrzostwa Polski w Akrobacji Samolotowej. Zapoczątkowało to tradycje kulturalne i lotnicze związane z Aeroklubem i Włocławkiem. Na lotnisku organizowane są różnego typu festyny, uroczystości związane głównie z odbywającymi się zawodami. W czerwcu 1991 na terenie lotniska papież Jan Paweł II odprawił uroczystą mszę świętą.
W związku ze zmianami gospodarczymi w latach dziewięćdziesiątych, Aeroklub Polski zaprzestał dotować swoje rejonowe oddziały. W ten sposób aerokluby znalazły się w trudnej sytuacji, w której musiały same szukać środków swoją działalność i remontować sprzęt. Z tego też powodu utrzymuje się tradycje festynów i pokazów lotniczych i modelarskich, sprzyjających popularyzacji tych dziedzin wiedzy i sportu.

## Imprezy o randze krajowej lub międzynarodowej
Na lotnisku w Kruszynie były organizowane następujące imprezy:
- 2017 – Mistrzostwa Polski Modeli Kosmicznych.
- 2017 – Mistrzostwa Polski Modeli na Uwięzi.
- 2017 – Mistrzostwa Świata Modeli Śmigłowców dla Seniorów i Juniorów w konkurencji F3C i F3N.
- 2017 – Mistrzostwa Europy Modeli Kosmicznych.
- 2017 – XVII Włocławskie Zawody Balonowe.
- 2016 – XVI Włocławskie Zawody Balonowe.
- 2016 – Mistrzostwa Polski Modeli Samolotów Latających na Uwięzi F2A, F2B, F2C
- 2016 – Mistrzostwa Europy FAI Modeli Śmigłowców dla Seniorów i Juniorów w konkurencjach F3C I F3N.
- 2015 – XV Włocławskie Zawody Balonowe.
- 2015 – Mistrzostwa Polski Modeli na Uwięzi w klasach F2A, F2B, F2C.
- 2015 – Mistrzostwa Polski Modeli Samolotów Latających na Uwięzi F2A, F2B, F2C.
- 14-18 lipca 2015 r. odbyły się XXVII Mikrolotowe Mistrzostwa Polski 2015. W zawodach wzięło udział 13 załóg motolotniowych i samolotów ultralekkich. Wicemistrzami Polski została załoga Aeroklubu Włocławskiego (pilot Mieczysław Szurgot i nawigator Dariusz Kędzierski), a 3. i 4. miejsce również zajęły załogi z tego samego aeroklubu.
- 15-23 sierpnia 2015 r.odbyły się 13. FAI Mikrolotowe Mistrzostwa Europy. W zawodach wzięło udział 40 załóg z 11 krajów. Mistrzostwa objęte zostały Patronatem Honorowym Prezydenta RP Bronisława Komorowskiego.
- 2014 – XIV Międzynarodowe Włocławskie Zawody Balonowe.
- 2014 – Mistrzostwa Świata FAI Modeli na Uwięzi w klasach F2A, F2B, F2C i F2D.
- 2014 – Mistrzostwa Polski Modeli na Uwięzi w klasach F2A, F2B, F2C.
- 2014 – XXVI Mikrolotowe Mistrzostwa Polski.
- 2014 – Latawcowe Mistrzostwa Polski.
- 2013 – Włocławskie Zawody Szybowcowe na Celność Lądowania o Memoriał Krzysztofa Trzeciakowskiegov
- 2013 – Otwarte Mistrzostwa Aeroklubu Włocławskiego Modeli Latawców FLP i FLS.
- 2013 – 18. Mistrzostwa Europy Balonów na Ogrzane Powietrze.
- 2013 – Mistrzostwa Świata Modeli Śmigłowców F3C/F3N.
- 2013 – Mistrzostwa Polski Modeli na Uwięzi F2.
- 2013 – Mistrzostwa Polski FB dla Młodzików pn: „Mały Puchar Gordona Bennetta”.
- 2012 – XIII Międzynarodowe Włocławskie Zawody Balonowe o Puchar Prezydenta Włocławka i Prezesa Anwilu S.A., PRE-EUROPEAN BALLON CHAMPIONSHIP.
- II Balonowe Zawody Europy Środkowo – Wschodniej.
- 2012 – Mistrzostwa Polski Juniorów i Seniorów w kat. F2A, F2B, F2C, F2D.
- 2012 – Mistrzostwa Polski Modeli F4C, F4G, F4H.
- 2012- Międzynarodowe Włocławskie Zawody Mikrolotowe.
- 2012 – Mistrzostwa Polski F3C.
- 2012- Mistrzostwa Polski FB dla Młodzików pn. „ Mały Puchar Gordona Bennetta”.
- 2011- 49. Latawcowe Mistrzostwa Polski.
- 2011- XII Międzynarodowe Włocławskie Zawody Balonowe o puchar Prezydenta Włocławka i Prezesa Anwilu SA, Balonowe Mistrzostwa Polski Kobiet i Balonowe Mistrzostwa Polski Juniorów oraz I Balonowe Zawody Europy Środkowo –Wschodniej Fiesta Sport. FAI.
- 2011- Mikrolotowe Mistrzostwa Polski.
- 2011- Mistrzostwa Polski F4C, F4G.
- 2011- Mistrzostwa Polski FB pn. „Mały Puchar Gordona Bennetta”.
- 2010- Mistrzostwa Polski F5B.
- 2010- XI Międzynarodowe Włocławskie Zawody Balonowe o Puchar Prezydenta Włocławka i Prezesa Anwilu S.A. Puchar Świata Kobiet Fiesta Sport.
- 2010- 48. Latawcowe Mistrzostwa Polski.
- 2009- 47. Mistrzostwa Polski Latawców.
- 2009- Mistrzostwa Europy Modeli Szybowców Termicznych F3J.
- 2008- 46. Mistrzostwa Polski Latawców.
- 2008- 9. Międzynarodowe Zawody Balonowe o Puchar Prezydenta Włocławka i Prezesa Anwilu SA.
- 2008- Międzynarodowe Włocławskie Zawody Mikrolotowe.
- 2008- 20. Mistrzostwa Świata Modeli Redukcyjnych Samolotów i Otwarte Zawody Międzynarodowe Modeli Redukcyjnych Samolotów Gigant.
- 2008- Mistrzostwa Polski Modeli Redukcyjnych Samolotów F4B i F4C.
- 2007- 8. Międzynarodowe Zawody Balonowe o Puchar Prezydenta Włocławka i Prezesa Anwilu SA.
- 2007- Mistrzostwa Świata Modeli Śmigłowców F3C.
- 2007- 45. Mistrzostwa Polski Latawców.
- 2007- Mistrzostwa Polski Modeli Śmigłowców.
- 2006- XVII Mikrolotowe Mistrzostwa Polski.
- 2006- XXII Mistrzostwa Polski + Międzynarodowe Zawody Balonowe o Puchar Prezydenta Włocławka i Prezesa Anwilu S.A + Ladies World Cup.
- 2006- Mistrzostwa Polski Modeli Makiet F4B, F4C i F4C/X.
- 2006- 44. Mistrzostwa Polski Latawców.
- 2005- Mistrzostwa Polski Makiet Samolotów seniorów i juniorów, F4B i F4C.
- 2005- Międzynarodowe VI Włocławskie Zawody Balonowe o Puchar Prezydenta Włocławka i Prezesa Anwil SA.
- 2004- Mistrzostwa Polski Makiet Samolotów seniorów i juniorów, F4B i F4C.
- 2004- Międzynarodowe V Włocławskie Zawody Balonowe I kat.FAI.
- 2004- 42. Latawcowe Mistrzostwa Polski FLP, FLS.
- 2003- Mistrzostwa Polski Makiet Samolotów F4B i F4C.
- 2003- Międzynarodowe Spadochronowe Mistrzostwa Polski Seniorów i Juniorów.
- 2003- IV Włocławskie Zawody Balonowe o Puchar Prezydenta Włocławka i Prezesa Anwil S.A..
- 2003- 41 Latawcowe Mistrzostwa Polski.
- 2002- Międzynarodowe Zawody Spadochronowe „Red Bull Antigravity 2002”.
- 2002- Mistrzostwa Polski Makiet Samolotów F4B i F4C.
- 2002- XVIII Balonowe Mistrzostwa Polski oraz III Włocławskie Zawody Balonowe.
- 2002- Centralne Obchody Święta Lotnictwa Aeroklubu Polskiego z udziałem Premiera RP.
- 2001 – Mistrzostwa Polski Makiet Samolotów Seniorów i Juniorów F4B i F4C.
- 2001- Mistrzostwa Europy Makiet Samolotów F 4B i F4C pod patronatem Prezydenta RP.
- 2001- II Włocławskie Zawody Balonowe w ramach Balonowego Pucharu Polski.
- 2000- I Włocławskie Zawody Balonowe w ramach Balonowego Pucharu Polski.
- 1999 – XV Międzynarodowe Mistrzostwa Polski Balonów na ogrzane powietrze.
- 1998 – 25 Spadochronowe Mistrzostwa Polski Juniorów oraz 42 Spadochronowe MP.
- 1997 – Międzynarodowe Mistrzostwa Polski Balonów na ogrzane powietrze.
- 1996 – Mistrzostwa Polski w Akrobacji Szybowcowej i Samolotowej.

## Sekcje Aeroklubu
| Nazwa sekcji  | Wyposażenie                                                                                         |
| ------------- | --------------------------------------------------------------------------------------------------- |
| Szybowcowa    | - 3 Jantary różnych typów - 3 Juniory - 2 Piraty - 2 Puchacze - 2 Bociany - 2 Puchatki              |
| Samolotowa    | - Cessna-172 SP-KLT - Cessna 172N SP-KSS                                                            |
| Balonowa      | 3 balony                                                                                            |
| Spadochronowa | b/d                                                                                                 |
| Modelarska    | Na terenie lotniska jest pomieszczenie modelarni, jednak od marca 2018r. nie są prowadzone zajęcia. |
| Mikrolotowa   | - Hangar dla mikrolotów - 5 mikrolotów                                                              |

W ramach działalności sekcji organizowane są kursy oraz szkolenia.